# Roodvlekkaartmot
De roodvlekkaartmot (Agonopterix ocellana) is een vlinder uit de familie platlijfjes (Depressariidae). De wetenschappelijke naam is voor het eerst geldig gepubliceerd in 1775 door Fabricius.
De soort komt voor in Europa.